# عامر عبد رسن جعفر الموسوي
عامر عبد رسن جعفر الموسوي (مواليد 1973، بغداد) هو سياسي وأكاديمي عراقي، يشغل منصب نائب رئيس هيئة مراقبة تخصيص الواردات الاتحادية، وهي هيئة اتحادية رسمية مرتبطة بالحكومة العراقية.  
عُرف الموسوي بنشاطه الفكري والأكاديمي، ونشر العديد من الدراسات والمقالات في منصات بحثية وصحف عراقية وعربية منها مركز الرافدين للحوار، مركز البيان للدراسات والتخطيط، جريدة الزمان، وجريدة الصباح.  

## السيرة الذاتية
ولد عامر عبد رسن جعفر الموسوي في بغداد عام 1973. انخرط خلال تسعينيات القرن الماضي في العمل المعارض للنظام العراقي السابق، وبعد عام 2003 كان جزءًا من النشاط السياسي والأكاديمي في العراق.

## المناصب
- شغل مناصب أمنية حساسة وسرية بعد عام 2003.
- نائب رئيس هيئة مراقبة تخصيص الواردات الاتحادية.[3]

## المؤلفات والنشاط الأكاديمي
- نشر أبحاث ودراسات في مجالات القانون والتخطيط الاستراتيجي.
- كاتب في مجلات بحثية وصحف عراقية وعربية، منها مركز الرافدين للحوار، مركز البيان للدراسات والتخطيط، جريدة الزمان، وجريدة الصباح.[4][5]